# Imster Schemenlaufen

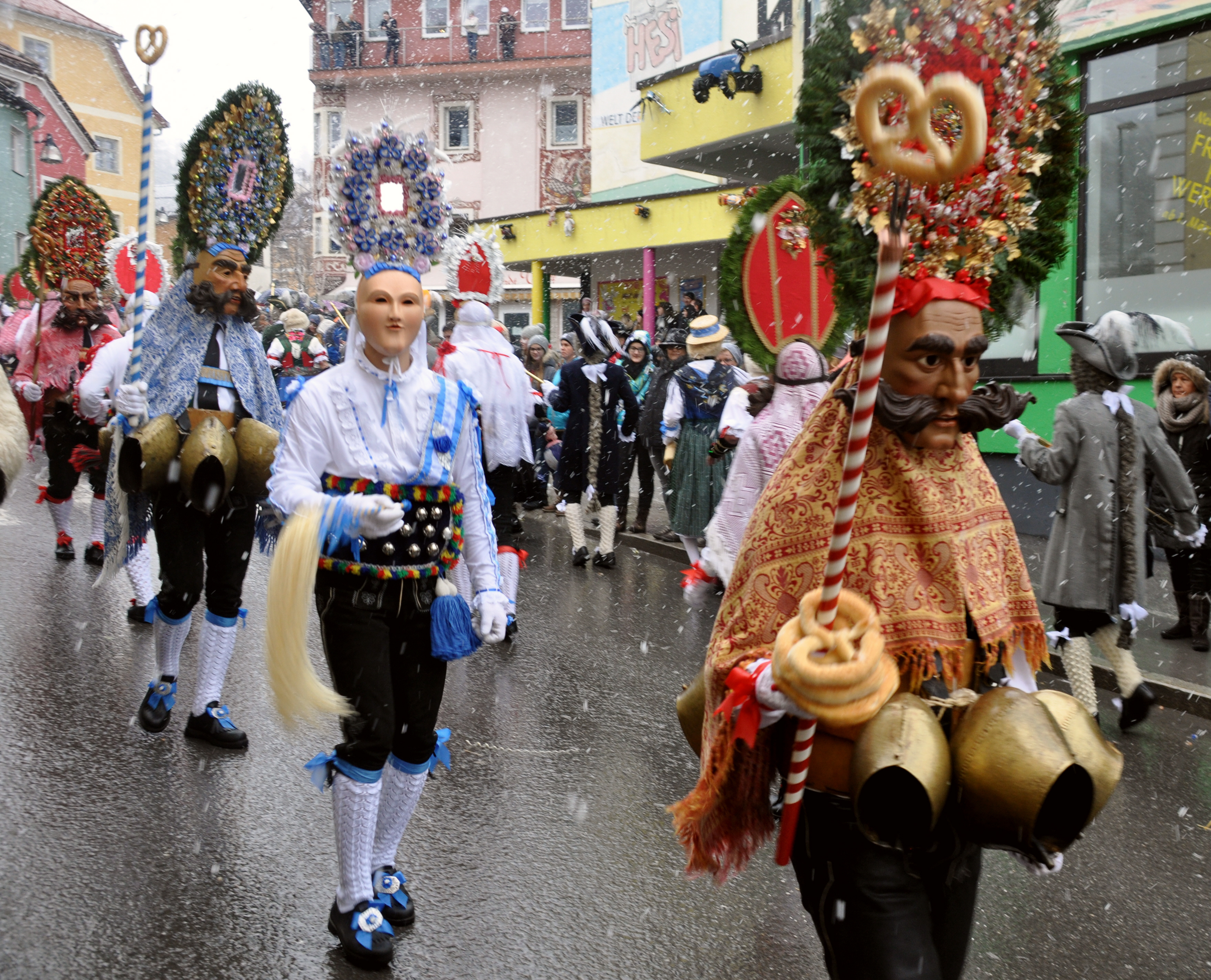
Imster Schemenlaufen 2016

Das Imster Schemenlaufen, auch Fasnacht genannt, ist ein Fastnachtsbrauch in Imst in Tirol. Das Schemenlaufen findet etwa alle vier Jahre immer am  Sonntag vor dem Unsinnigen Donnerstag (dem letzten Donnerstag vor Fastnacht) statt und dauert von sehr früh am Morgen bis genau 18 Uhr. Nach alter Tradition dürfen daran nur Männer teilnehmen, die die zahlreichen männlichen und auch weiblichen Figuren verkörpern. Die Frauen und Freundinnen der Teilnehmer sind allerdings für die Gewänder zuständig.
Seit 2010 gehört die Fasnacht Imst – Schemenlaufen zum Immateriellen Kulturerbe in Österreich (Nationales Kulturgut). Sie wurde gleichzeitig auch zur Aufnahme in die weltweite Liste Repräsentative Liste des immateriellen Kulturerbes der Menschheit vorgeschlagen, und im Dezember 2012 – zusammen mit der Falknerei – als erstes Kulturgut Österreichs dort aufgenommen.
Die nächste Austragung findet am 13. Februar 2028 statt.

## Die Maskengruppen
Die Bärenbande

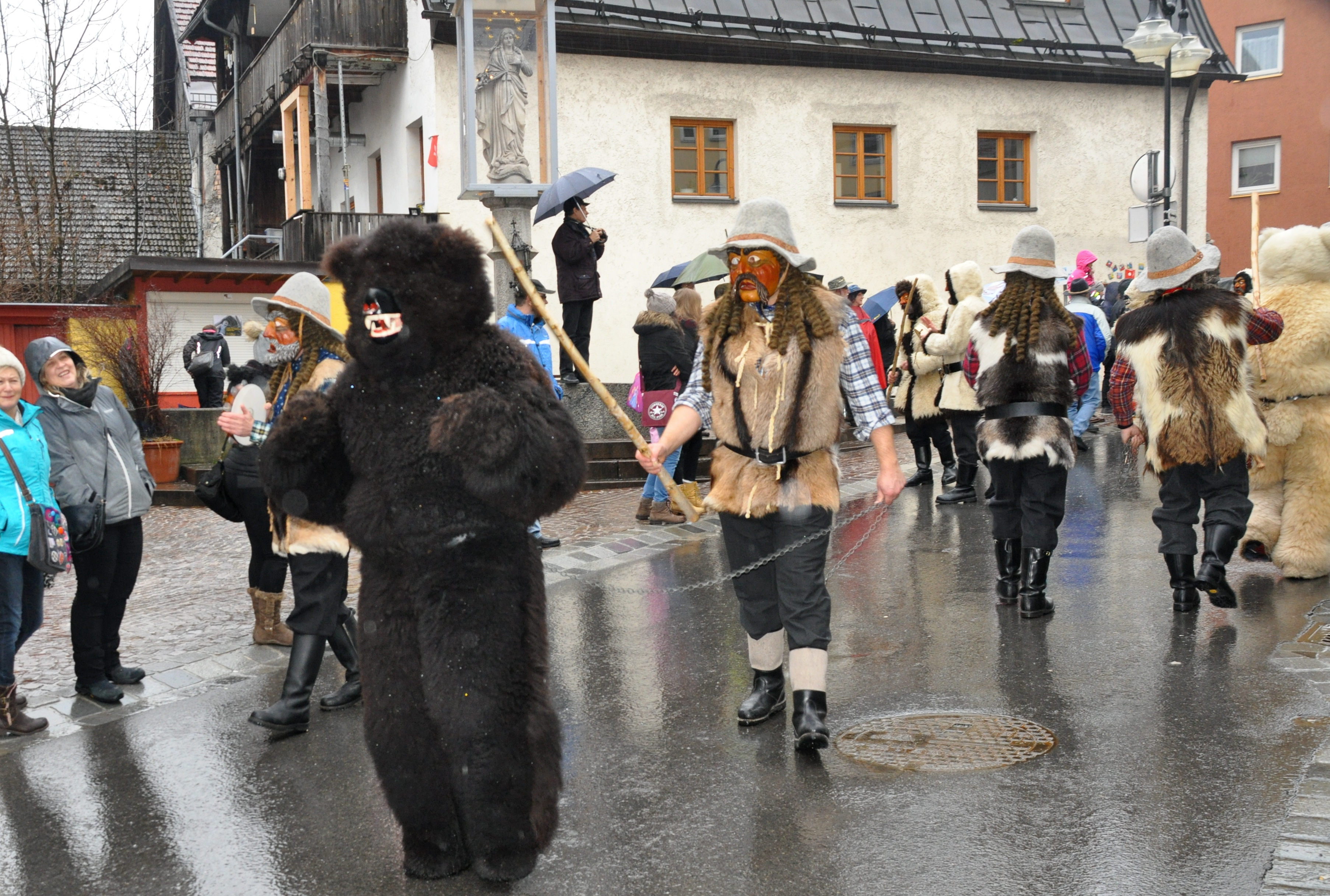
Bärenbande

Weiße und braune Bären trotten beim Schemenlaufen daher; die Bärenköpfe sind innen mit einem Eisengerüst ausgestattet und schaumgepolstert, um die Schläge des Treibers halbwegs ertragen zu können, außen fellüberzogen. Dem Darsteller ist es nur durch die holzgeschnitzte, leicht geöffnete Bärengosche (Maul) möglich, nach außen zu sehen und Luft zu schnappen.
Die Larven ihrer Peiniger sind südländischen Typs, dunkel gefasst mit Schnurrbart, auch ihre Schreie muten fremd an. Die Kleidung besteht aus dunkler Hose, Felljacke und Filzhut; zuweilen haben sich die Treiber aber auch den Eisbären angepasst und schreiten im Eskimogewand hinter ihren Tieren.
Die Bärenbande dürfte samt den Tambourinern (Schellentrommlern), Schweglern (Flötenpfeifern), Affen und dem Bärenwagen an kleine Wandergruppen erinnern, wie sie früher manchmal durch den Ort zogen und noch heute in einigen südeuropäischen Ländern zu sehen sind. Das Spiel der Bären – durch in Schaffelle gekleidete Burschen dargestellt – mit ihren wilden Bärentreibern, die sie durch Eisenkette, Birkenstecken und markerschütterndes Gebrüll zu bändigen suchen, wurde auch als sinnbildlicher Kampf des Winters gegen den Frühling gedeutet. Solche nicht nur in Imst häufige Herleitungen von Fastnachtsbräuchen von heidnischen Bräuchen gelten allerdings inzwischen als wissenschaftlich widerlegt.
Sackner
Die Sackner züchtigen mit ihrem ballonartigen, mit Maisflitschen gefüllten Sack mehr oder weniger sanft das Publikum am Straßenrand und sorgen damit für freien Weg.
Zunächst sind dies die Wifligsackner mit wilder, furchterregender Larve. Böse Zungen behaupten, dass die Imster Maskenschnitzer sich die Gesichter von bestimmten verdrießlichen alten Damen des Ortes zum Vorbild für die Wifligsackner nehmen. Sie tragen Altimster Frauentracht, die aus einer Trachtenschürze, einer weißen Bluse, einem Schultertuch, der Fatzelkappe und dem namengebenden „Wifling“ besteht. Der „Wifling“ ist ein schwerer Faltenrock mit Mieder und einem Brustlatz, der bei der Tanzbewegung des Maskierten waagrecht in die Höhe steigt. Für die Erzeugung eines Wiflings werden bis zu 16 Meter Stoff benötigt.
Den Wifligsacknern stehen Turesackner und Bauresackner gegenüber, beide von männlicher Gestalt: der Turesackner mit (turm-)hohem Hut, ausladender Halskrause und zweifärbigem Bajazzokostüm, der Bauresackner in Tiroler Bauernkleidung des 19. Jahrhunderts – gekennzeichnet durch Lodenhut, Lodenjacke, Leinenhemd, Lederhose, lange Unterhose und hohe schwarze Schuhe. Die Larven beider Typen weisen meist einen Schnauzbart auf, wobei die Turesacknerlarve eher strenge Züge besitzt, während man bei den Bauresacknern ein verschmitztes Grinsen, das den „Bauernschlauen“ darstellt, erkennen sollte.

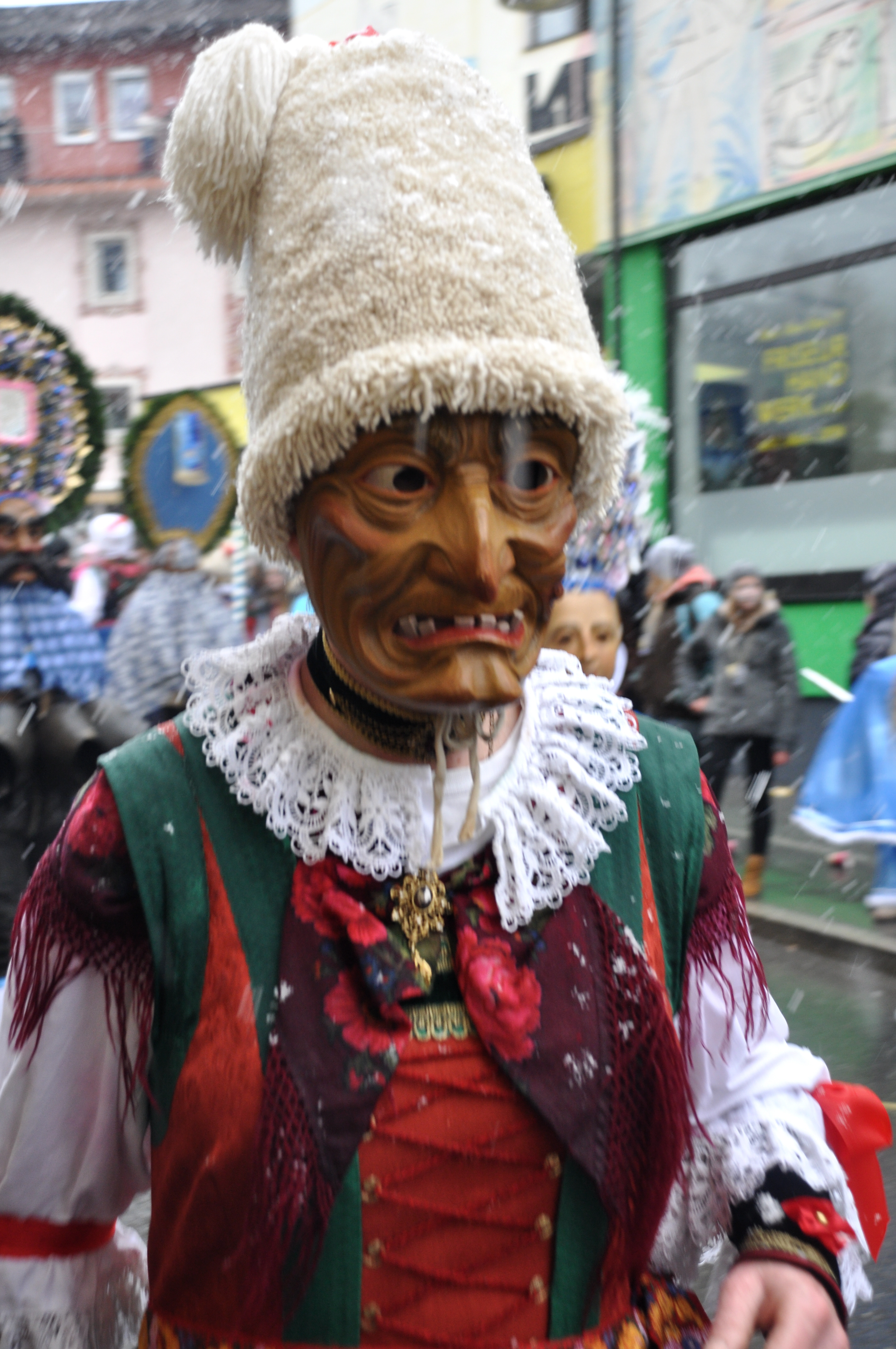
Wilfligsackner
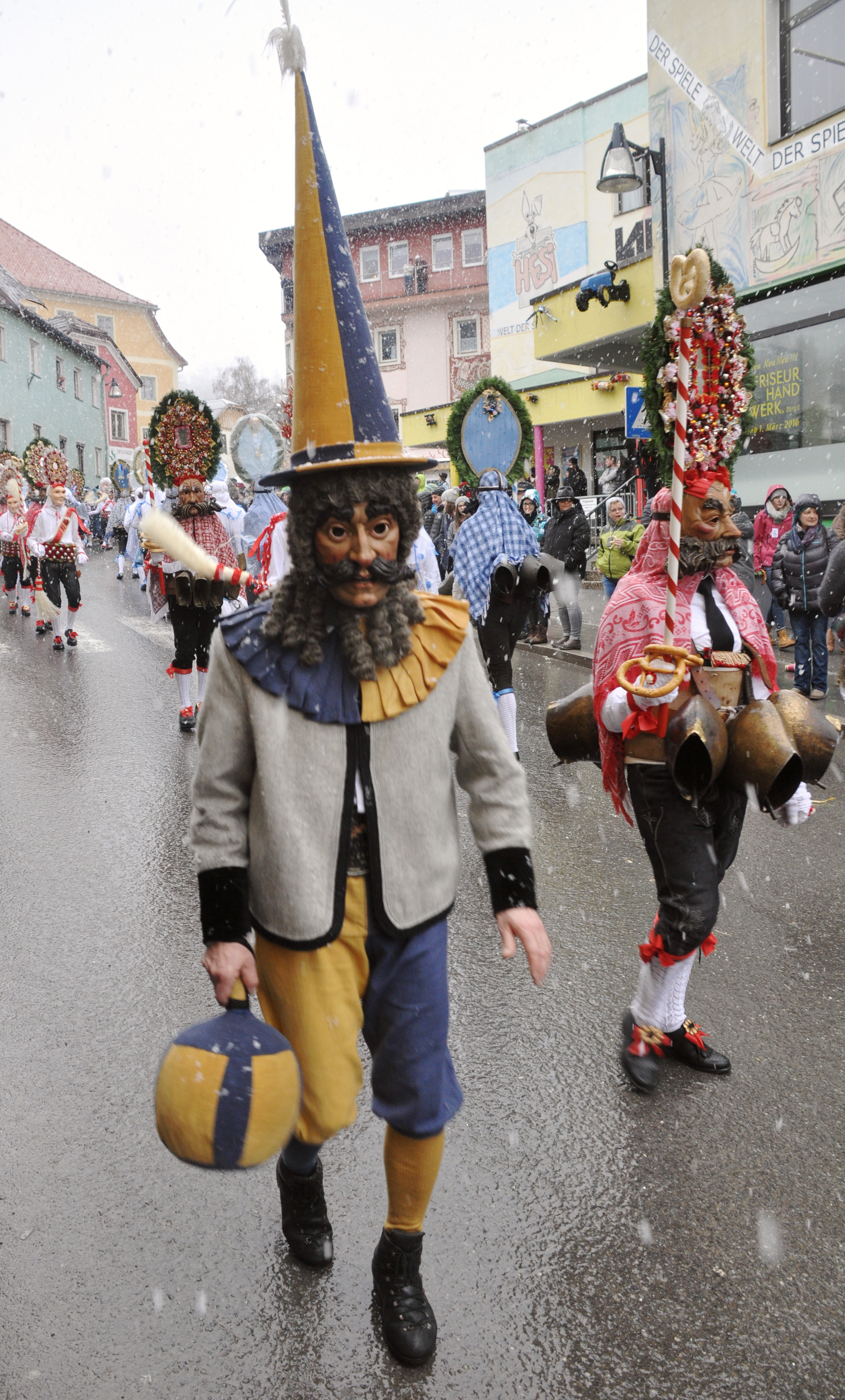
Turesackner
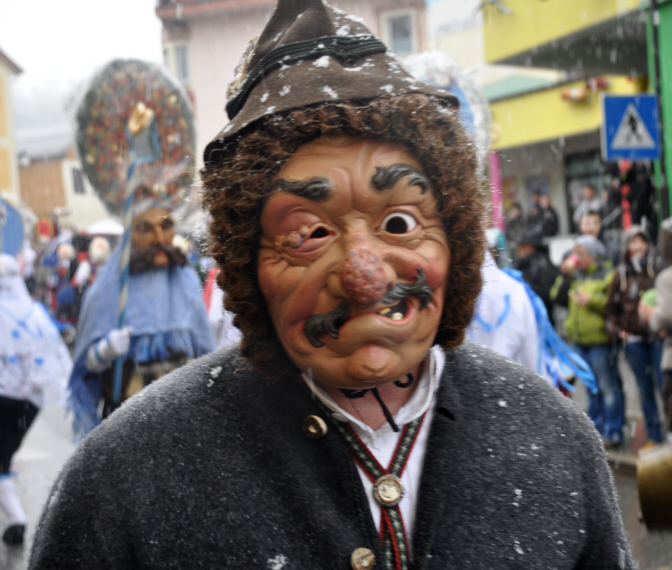
Bauresackner

Spritzer
Die Spritzer sorgen mit leichtem, aber kaltem Wasserstrahl aus meterlangen Metallspritzen für freien Weg. In der Regel sollten die Füße der Neugierigen den Guss abbekommen. Ausnahmen werden allemal gemacht – manche haben es hier zu einer richtigen Meisterschaft gebracht. Nachgeladen werden die Spritzen an den zahlreichen Imster Brunnen.
Der Altfrankspritzer tritt elegant auf, in barocker Bürgerkleidung mit samtenem oder tuchenem Frack (dem Altfrank), Dreispitzhut, zopf- oder noppengemusterten Strümpfen und zuweilen höhnisch lächelnder Knebelbartmaske. Exotisch muten die Mohrenspritzer – in der Gestalt von schwarzen Fürsten – und ihre Gegenstücke an, die Engelspritzer in heller Kleidung und Maske. Mohren- und Engelspritzer dürften erst recht spät – wohl über das Dreikönigsspiel – in die Fasnacht gelangt sein und zeichnen sich durch besondere Eleganz aus.

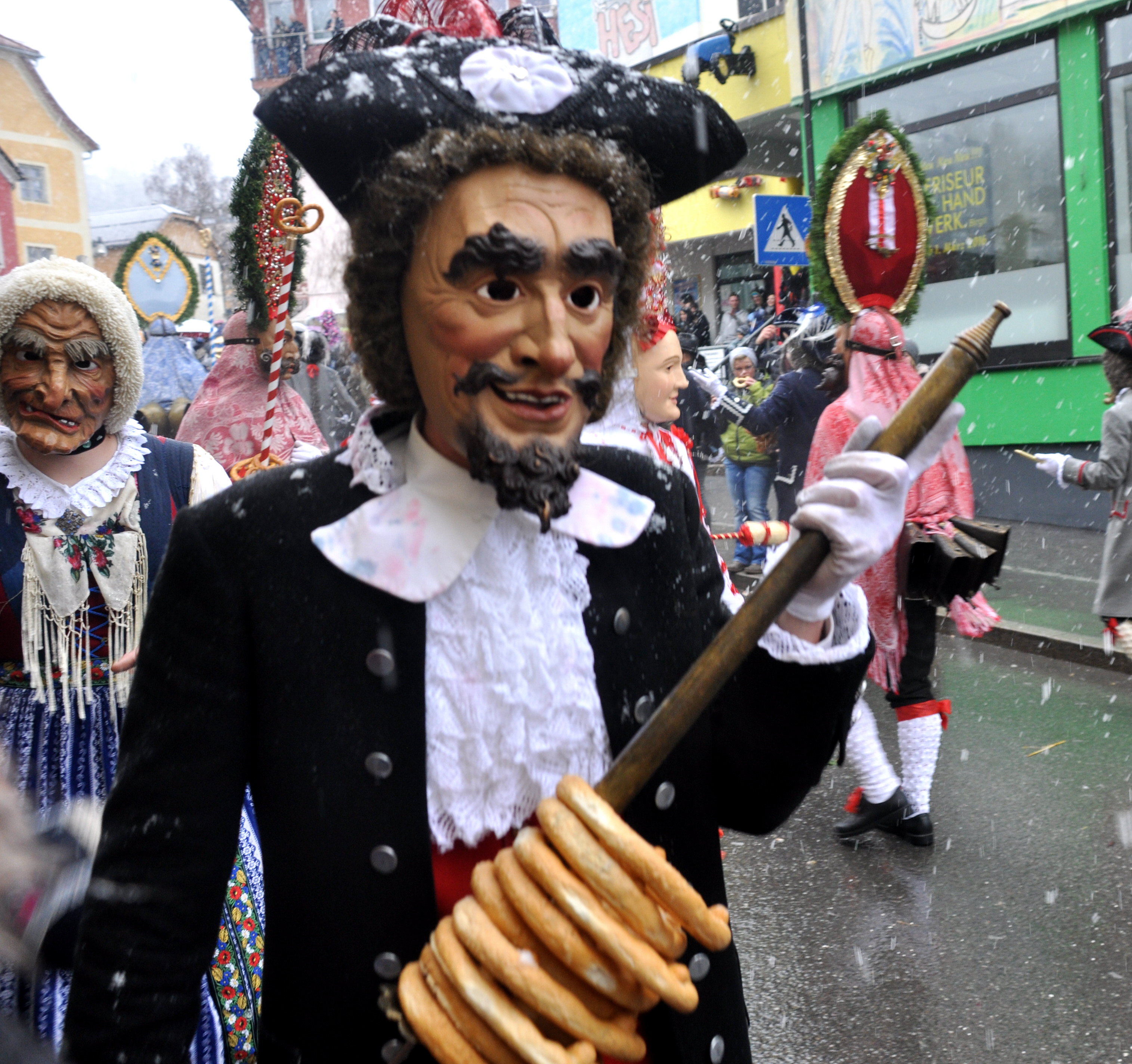
Altfrankspritzer
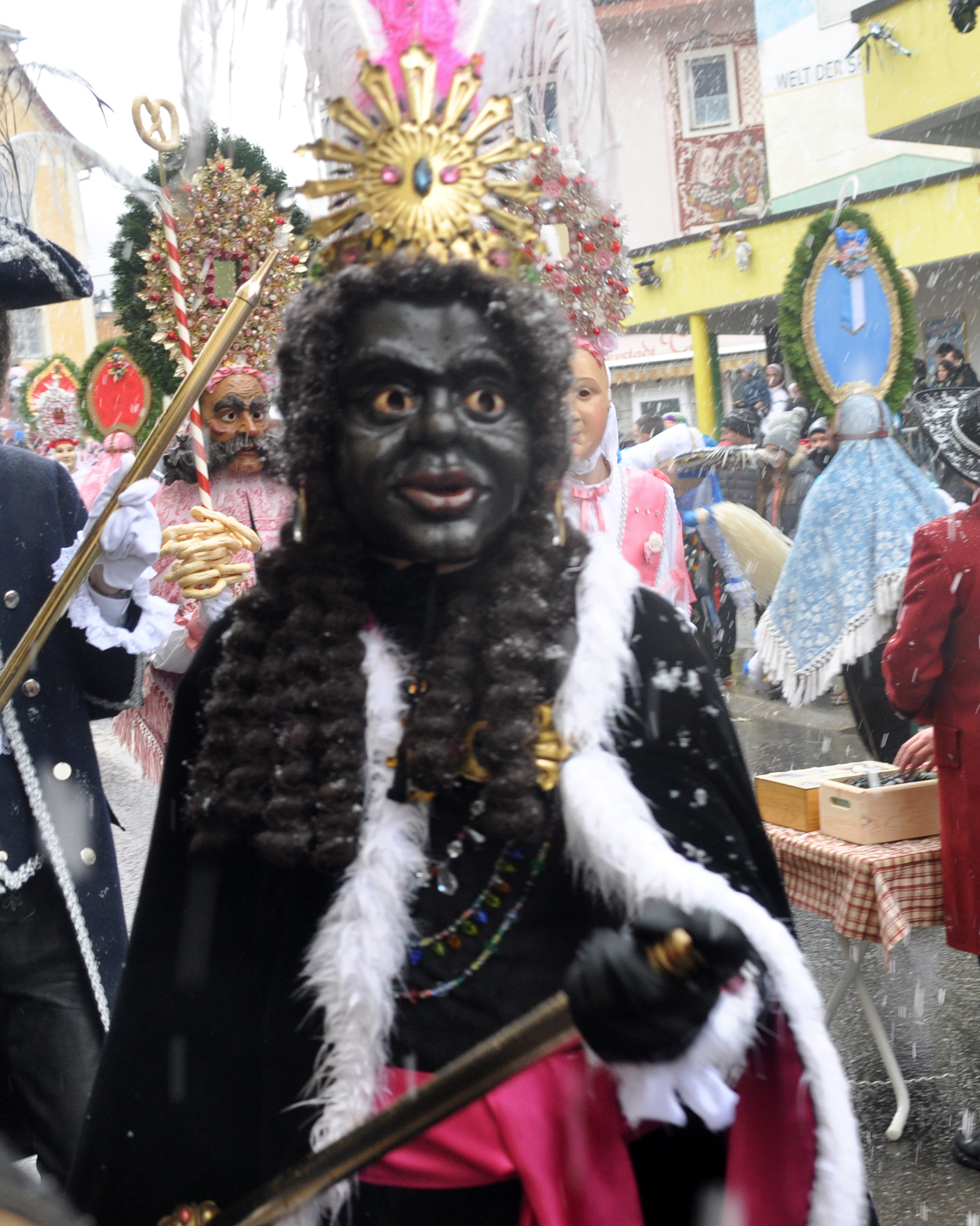
Mohrenspritzer
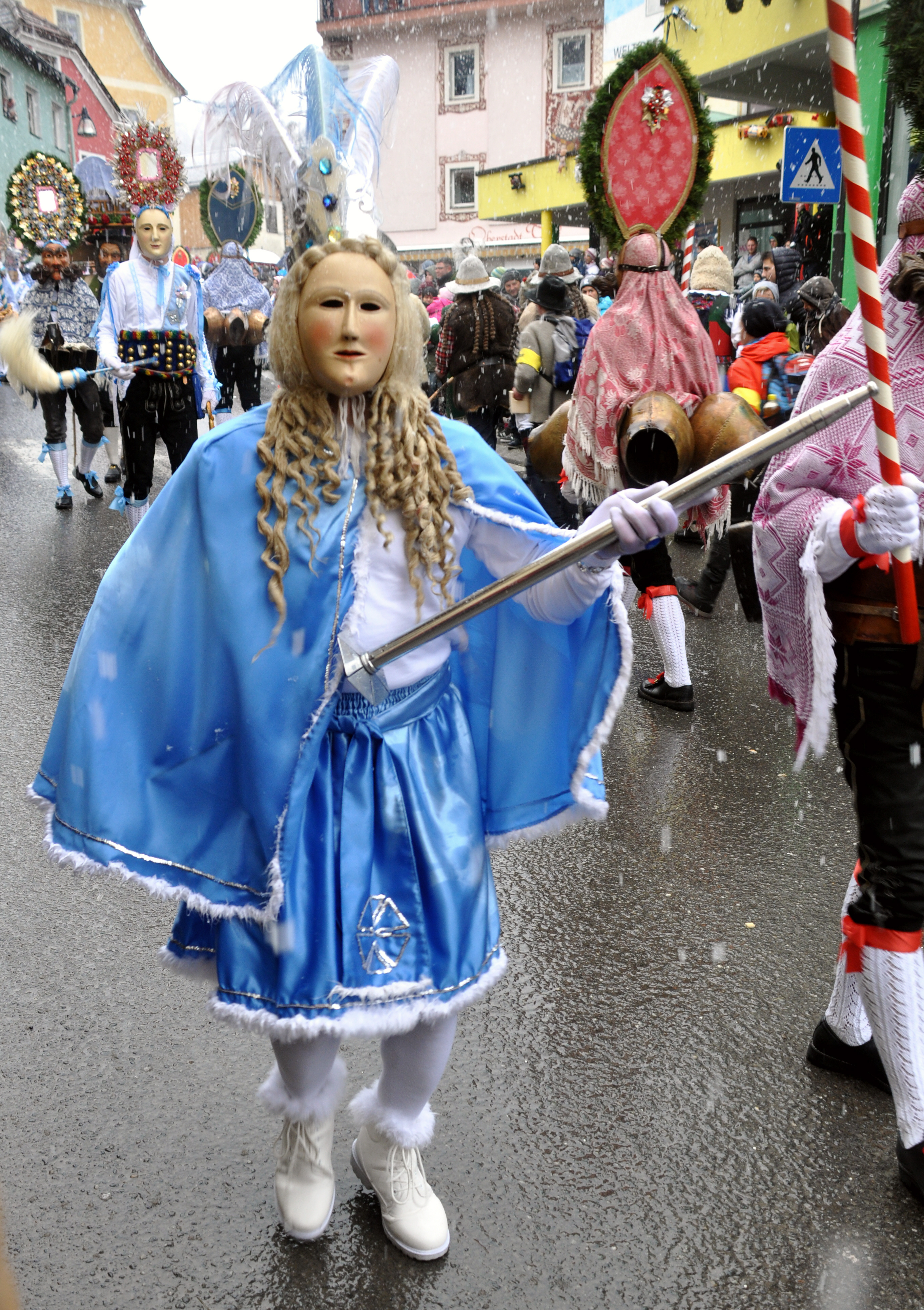
Engelspritzer

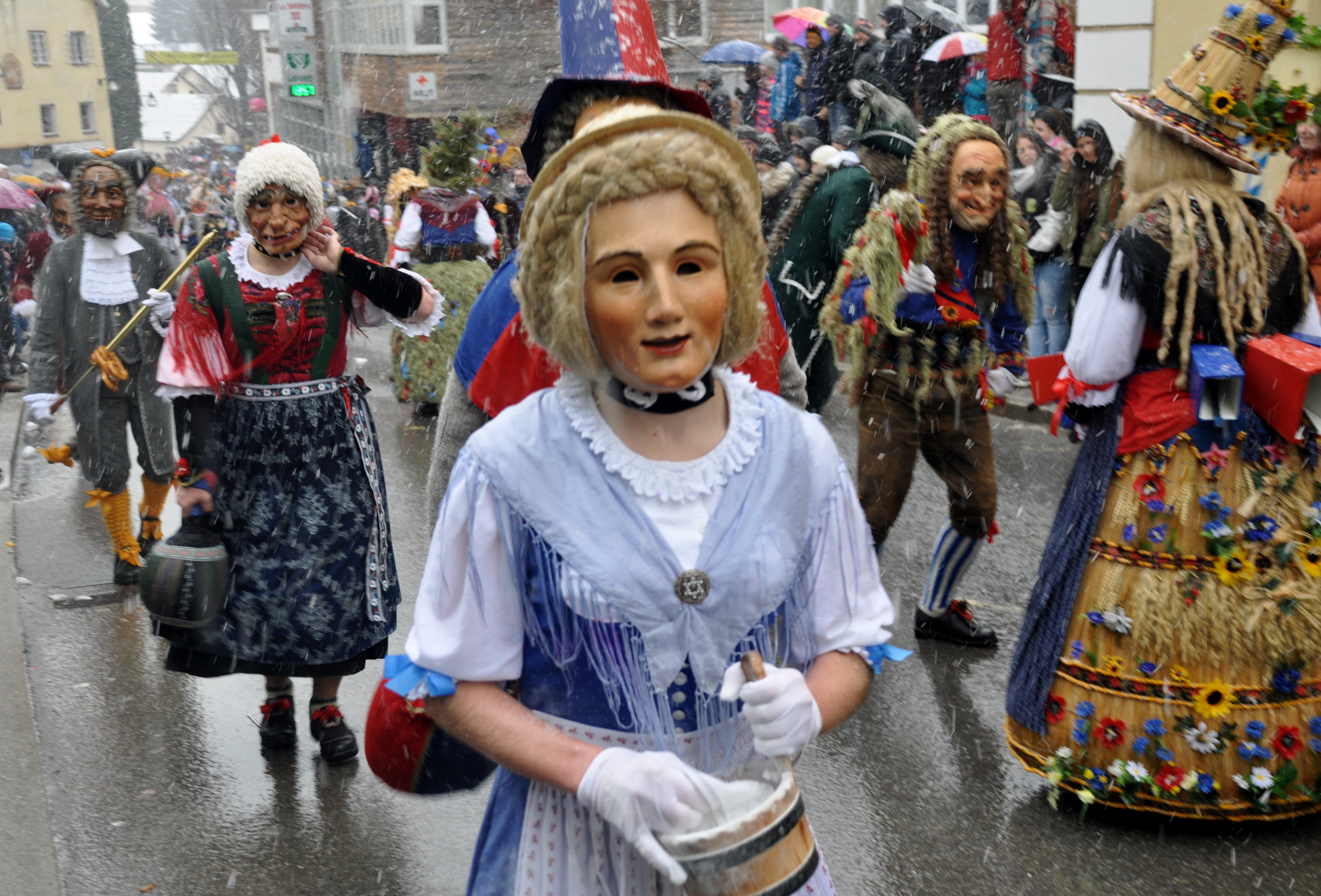
Kübelemaje
Die Kübelemaje, die in der einfachen Tracht einer Almsennerin mit weißer Bluse, Faltenrock mit Miederleibchen und Schürze, weißen Strümpfen und schwarzen Halbschuhen gewandet ist und eine mädchenhafte Larve trägt, hält in der einen Hand einen kleinen Holzkübel mit Puder, in der anderen ein Tüchlein, mit dem sie die Gesichter des Publikums bestäubt. Mit „Maje“ ist im alttirolerischen Sprachgebrauch ein nettes Mädchen gemeint. Für andere Herleitungen, etwa von der kleinasiatischen Fruchtbarkeitsgöttin Kybele und dem Urwort Maja, gibt es keine Beweise.
Früher war im Eimerchen der Kübelemajen Wasser, denn es war ihre Aufgabe, mit ihrem nassen Tüchlein die von den Ruaßlern (Kaminkehrern) angeschwärzten Zusehergesichter zu reinigen. Mit dem Überhandnehmen der Spritzergestalten schien die Arbeit der Kübelemajen überflüssig zu werden, so entschloss man sich in den 1920er Jahren, ihr Rüstzeug zu ändern und in den Eimer nun duftenden Puder zu füllen.
Hexen und Hexenmusik

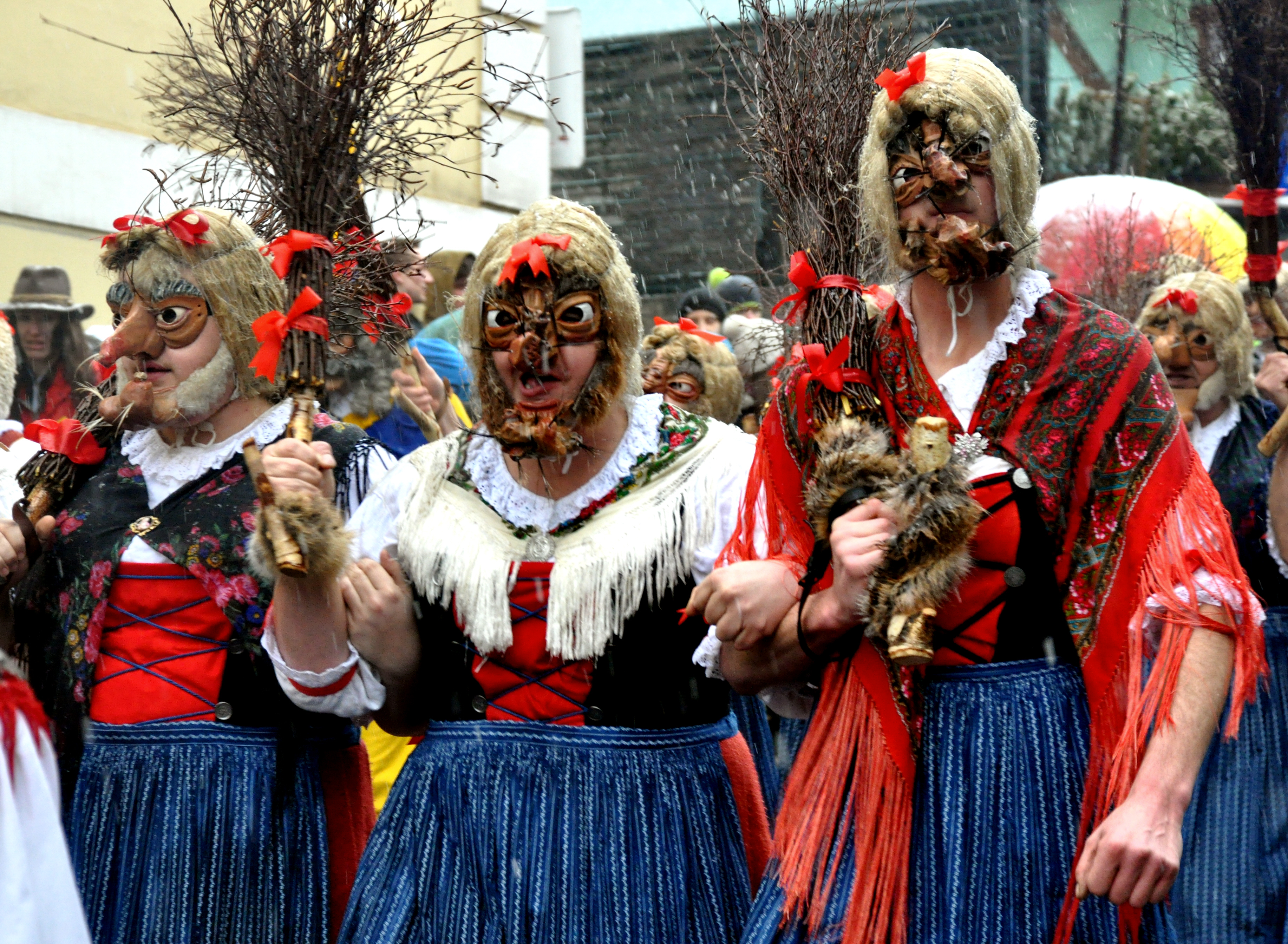
Hexen

Ein weiteres Kernstück des Zuges bilden die Hexen samt ihrer Hexenmusik. Hexen, so weiß es die Sage, habe es früher in und um Imst genug gegeben. Oben am Galgenbühel, dem alten Hochgericht, habe man sie verbrannt; am Üblbachl, einem Rinnsal vor Imsts Nachbarort Tarrenz, hätten sie sich nächtlichen Ausschweifungen hingegeben.
Die Hexen des Schemenlaufens tragen eine äußerst hässliche, mit Schweinsborsten besetzte, zweigeteilte Maske (Gschnapp oder Schnapplarve), eine Flachsperücke und einen roten Faltenrock. Sie halten ihren Hexenbesen waagrecht über dem Kopf und tanzen zur Hexenmusik. Die von Buben gespielte Hexenmusik klingt absichtlich schräg, ist aber von alten, strengen Regeln und einem traditionellen Rhythmus geprägt. Der Name des markantesten ihrer Instrumente – Scheißheislebaß – sagt schon viel über dessen Wohlklang aus.
Die Anführerin der Hexenbande ist die Hexenmutter in der Kleidung eines Wifligsackners mit schwerem Rock und Fatzelkappe, deren Markenzeichen ihre abgrundtief häßliche Vollmaske mit heraushängender langer Zunge darstellt. Sie hält mit der Birkenrute als Zeichen ihrer Macht ihren „Haufen“ auf Trab, während der Hexenvater im roten Altfrankkostüm eher die Rolle eines Pantoffelhelden spielt – ihm ist es nur erlaubt, das Hexenbuch zu führen, in dem sich alle Hexen einzutragen haben.
Auch die Hexenahle (Hexengroßmutter) mit Stock und aus Maisflitschen geflochtenen Patschen ist eine auffällige Erscheinung innerhalb der Bande. Als Heimat des wüsten Weibervolkes fehlt bei keiner Fasnacht der Hexewåge (Hexenwagen), der beim Umzug als erster der großen Fasnachtswagen dem Treiben der Masken folgt.

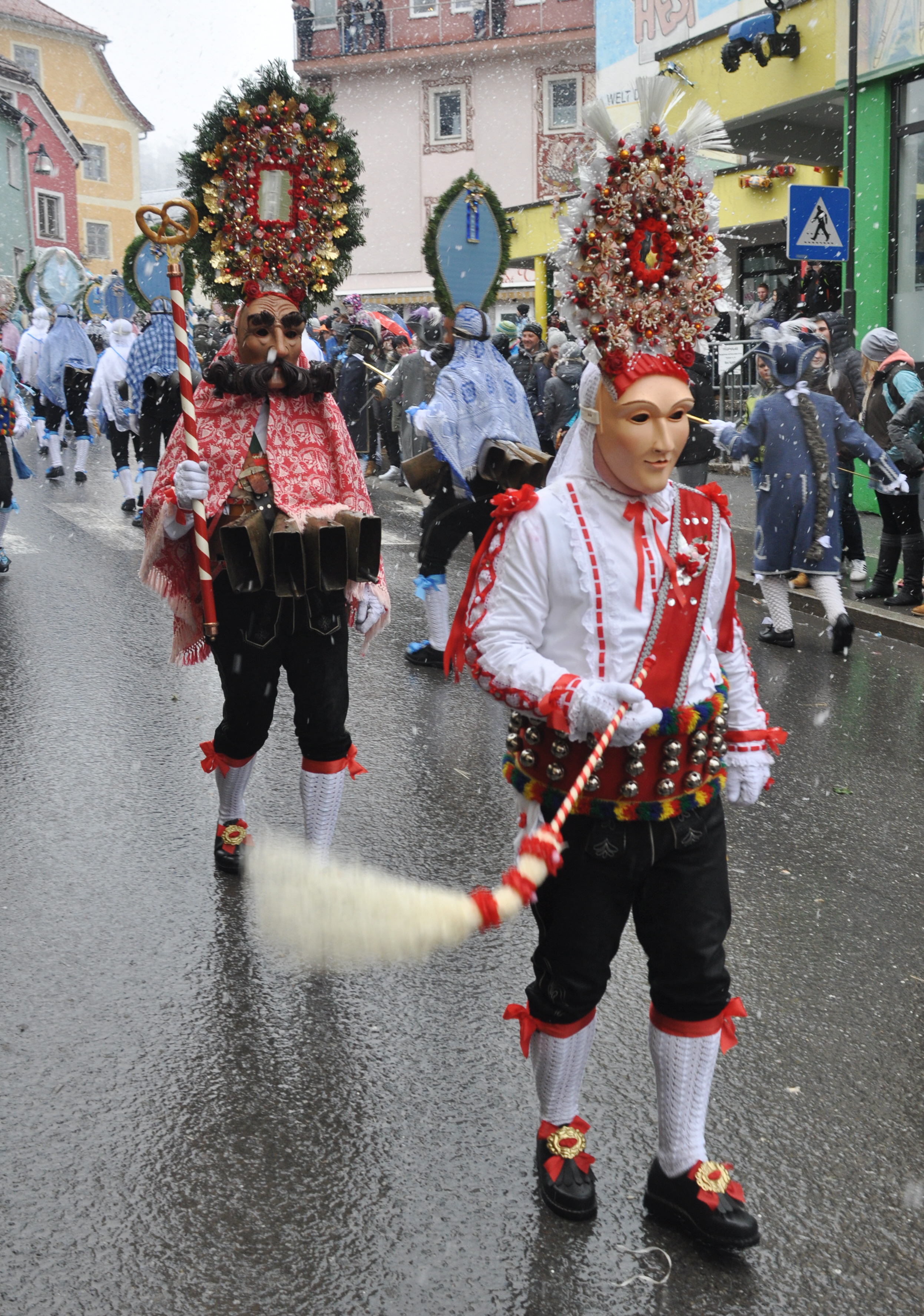
Roller und Scheller
Die Hauptfiguren des Schemenlaufens sind die Roller und Scheller, die jeweils ein Paar bilden. Der Roller trägt eine jugendlich-weibliche, faltenlose Maske mit kunstblumenbehaftetem Kopfputz, dem „Schein“, in dessen Mitte sich ein Spiegel (zur Dämonenabwehr?) befindet. Als Charakteristikum trägt er das „Gröll“ um die Hüften, einen mit 40 bis 48 Rollen besetzten Ledergurt ähnlich denen der Pferdeschlitten. Sein Widerpart, der Scheller, trägt eine streng dreinblickende, faltendurchzogene Larve mit weitausladendem barocken Schnauzbart und einem um vieles größeren Kopfputz mit Spiegel und Eibenkranz. Seine Hüften sind mit dem bis zu 38 kg schweren „Gschall“ umgürtet, vier bis acht handgeschmiedeten Kuhschellen, die je zur Hälfte vorn und hinten an einem breiten Lederriemen hängen. Diese lässt er ertönen, sobald ihn „sein“ Roller durch den entsprechenden Tanz dazu aufgefordert hat. Der Roller hält in der Rechten einen „Pemsl“ (Pinsel), der ebenfalls für den Tanz benötigt wird; der „Scheller“ führt einen „Schallerstecke“ (Schellerstab) mit aufgestecktem Apfel mit sich.
Eigenartig und dennoch graziös wirken die Tanzbewegungen der beiden. Wenn ein Scheller nicht alle Klaffl (Schwengel der Schellen) in eleganter Art bis zum Anschlag nach oben bringt, gilt er im Volksmund als „Busserant“, als einer, der es nie „derlernt“. Kenner wissen, dass die rechteckigen Klöpfen anders geschellt werden müssen als die ovalen Kumpfen. Für den Roller ist seine Eleganz und Sprunghöhe relevant; er muss den richtigen „Schlånz“ haben, wie es in Imst heißt. Ein guter Roller, so sagt man, muss noch am Abend nach dem Schemenlaufen vorwärts und rücklings frei auf einen Wirtshaustisch springen können.
Diese beiden Hauptmasken und ihr Tanzspiel, das „Gangl“, werden heute unterschiedlich gedeutet. Die einen sehen in ihnen eine symbolische Darstellung der Jahreszeiten und ihres Ringens, wobei der griesgrämige Scheller den zu Ende gehenden Winter, der fröhliche Roller den eben einsetzenden Frühling versinnbildlicht. Andere erkennen eine bildhafte Darstellung des Generationenkonfliktes zwischen Alt (Scheller) und Jung (Roller), eine dritte Gruppe glaubt im Gebaren der beiden das ewige Wechselspiel von Mann und Frau wahrzunehmen und vermutet gar einen Geschlechtsakt hinter den Bewegungen des Paares.

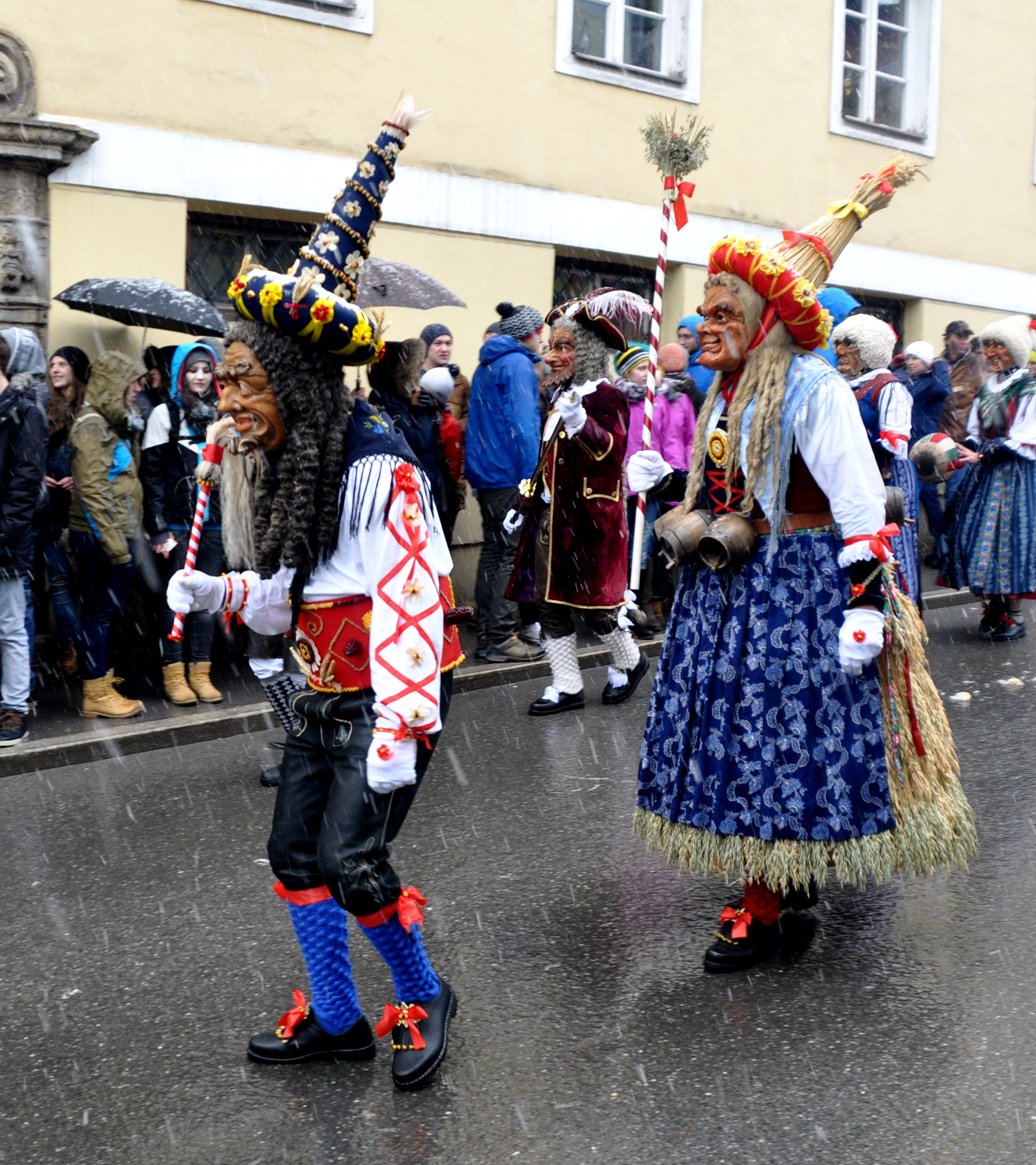
Laggeroller und Laggescheller
Den Rollern und Schellern folgen Laggeroller und Laggescheller, die die eleganten Bewegungen der Roller und Scheller durch ein langsames, aber originelles Gehabe ins Lächerliche ziehen. Dies wird auch durch ihre Gewandung ausgedrückt, die keiner festen Regel unterworfen ist. Als Gröll dienen oft Nussschalen oder „Tåtscheln“ (Nadelbaumzapfen); die großen Schellen werden meist durch kleine „Goaßschallelen“ (Ziegenschellen) oder durch Holzschellen ersetzt. Am Schellerstab des Laggeschellers findet der Apfel sein Gegenstück in einer Runkelrübe, manchmal auch in einem „Hosenscheißer“ (einem verkümmerten Maiskolben). Gebückt, breitbeinig und ungeschickt kommen sie daher, ihr „Gangl“ läuft in Zeitlupe ab. Durch ihr Aussehen und ihre Fortbewegung rufen sie Gelächter beim Publikum hervor.
Der seltsame Name „Lagge“ wird gern auf das Imster Dialektwort „lagg“ zurückgeführt, dessen Bedeutungsinhalt in etwa mit „müde“, „saft- und kraftlos“ oder „matt“ wiederzugeben ist, was eine treffende Charakterisierung dieses sonderbaren Paares darstellen würde. Doch auch mit den Holzschellen, wie sie von den Laggeschellern manchmal getragen werden, wird die Bezeichnung in Bezug gesetzt. Sie hätten ursprünglich aus kleinen hölzernen Kübeln, tirolerisch eben „Laggen“, bestanden, in die „Klaffl“ (Schwengel) eingesetzt wurden.
Man ist versucht, im Aussehen der „Laggepaarle“ die symbolische Hinfälligkeit der Schönheit, die durch Roller und Scheller dargestellt wird, in ihren Bewegungen die Vergänglichkeit der kraftstrotzenden Jugend, welche im Tanz der Hauptmasken zum Ausdruck gebracht wird, zu erkennen. Vielleicht handelt es sich aber auch nur um Spottfiguren, die den Schellern, die ihre Klaffl nicht zum Anschlagen bringen – den Busseranten also – und den Rollern, die zu hohen Sprüngen nicht fähig sind, einen rügenden wie verhöhnenden Spiegel vorhalten wollen.
Labara und Rofn-Kathl
Viel Aufmerksamkeit erregt die Labara des Imster Schemenlaufens. In ihr kommt ein altes Rügerecht zum Ausdruck. Es handelt sich hierbei um eine aus über 20 Mann bestehende Bänkelsängergruppe in Frack und Zylinder, die auf humorige Weise in Wort, Bild und Ton über einen Schildbürgerstreich berichtet, der einem prominenten Stadtbewohner im abgelaufenen Jahr widerfahren ist. Die Abfolge der für das Opfer manchmal peinlichen Geschehnisse ist auf Leinwand gebannt, die an jedem Aufführungsplatz der Labara ausgerollt und an eine Stange gehängt wird. Nun beginnt der Deklamator mit einem Zeigestab, den er immer wieder gegen die Leinwand schmettert, Zug um Zug des Ereignisses auf originelle Art in Imster Mundart zu erklären. Nach der Deklamation setzt die ganze Gruppe, deren Gesichtsmaskierung nur aus Nase und Augenpaar besteht, in Gitarrenbegleitung zum „Labaralied“ an; noch einmal wird die Moritat in Versform, nun aber gesungen, aufbereitet.
Der so aufs Korn Genommene hat im Gegenzug dann für die – niemals geringe – Zeche der ganzen Gruppe aufzukommen; eine Ehre für jeden Imster. Das Wort „Labarer“ wird auf das Labarum, eine bebilderte Heeresfahne, zurückgeführt, aus der später die Leinwandrollen hervorgegangen sein sollen, auf denen beim Fastnachtszug jene tragikomischen Vorkommnisse dargestellt sind, die dann nach Art der Moritatenbilder besungen wurden.
Die Rofn-Kathl, die „offizielle“ Zeitung des Schemenlaufens, die über jeden etwas zu berichten weiß – kaum ein Imster Haus kommt ungeschoren davon – lässt die Herzen der Liebhaber des Imster Volkswitzes höher schlagen. Die Rofn-Kathl wird von einem Fasnachtler in der Maskierung einer uralten Frau verkauft.
Kaminer
Die Kaminer oder Ruaßler klettern in Frack und Zylinder mit Hilfe von kleinen Leitern in waghalsigen Manövern die Hauswände hinauf, um die Zuschauerinnen an den Fenstern anzuschwärzen, was Glück und Fruchtbarkeit bringen soll. Die rußgesichtigen Damen bedanken sich bei ihrem Glücksbringer mit einem Schnapsstamperl oder einem Kuss. Wegen ihrer riskanten Auftritte waren die Kaminer bei der Fasnacht eine Zeit lang verboten.
Vogelhändler
Vogelhändler erinnern an eine Blütezeit des Ortes im 17. und 18. Jahrhundert, als sich Imst zum Zentrum der Vogelzucht und des Vogelhandels entwickelte. Mit „Vogelorgeln“ dressierte man die Tierchen dazu, einige Melodien pfeifen zu können. Die Vogelhändler reisten mit ihrer Ware dann in viele Länder Europas. Beim Schemenlaufen bewegen sich die Vogelhändler inmitten des Zuges in originaler Tracht mit langem Loden- oder Samtrock und Kniebundhose, in der Hand einen Wanderstock, auf dem Rücken die Kraxe mit den Käfigen. Nach Protesten von Tierschützern werden heute keine lebenden Vögel mehr in den Käfigen mitgeführt; sie wurden durch ausgestopfte Vögel ersetzt.
Korbweible
Beim Korbweible handelt es sich um einen Fastnachter, der zwei Figuren gleichzeitig darstellt: eine uralte Frau, die in stark gebückter Haltung einen großen Ruckkorb zu tragen hat, in dem ihr Mann sitzt.  den sie als ständige und schwere Last mitführt. „Aus Liebe zu dir trage ich dich immer bei mir“ – so lautet der Sinnspruch, der dieses vermeintliche Spiegelbild langjährigen ehelichen Zusammenlebens dokumentiert.

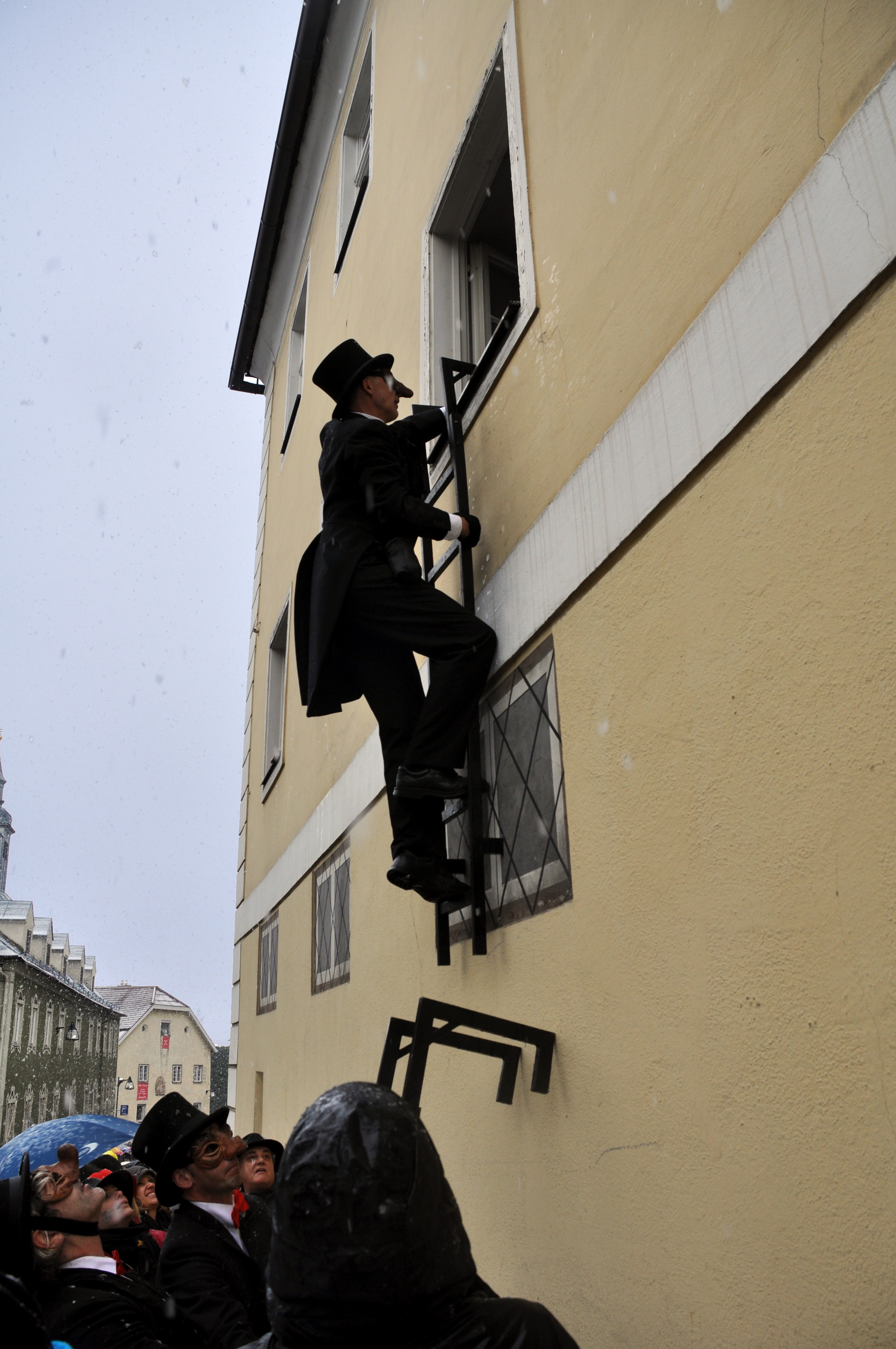
Kaminer beim Klettern
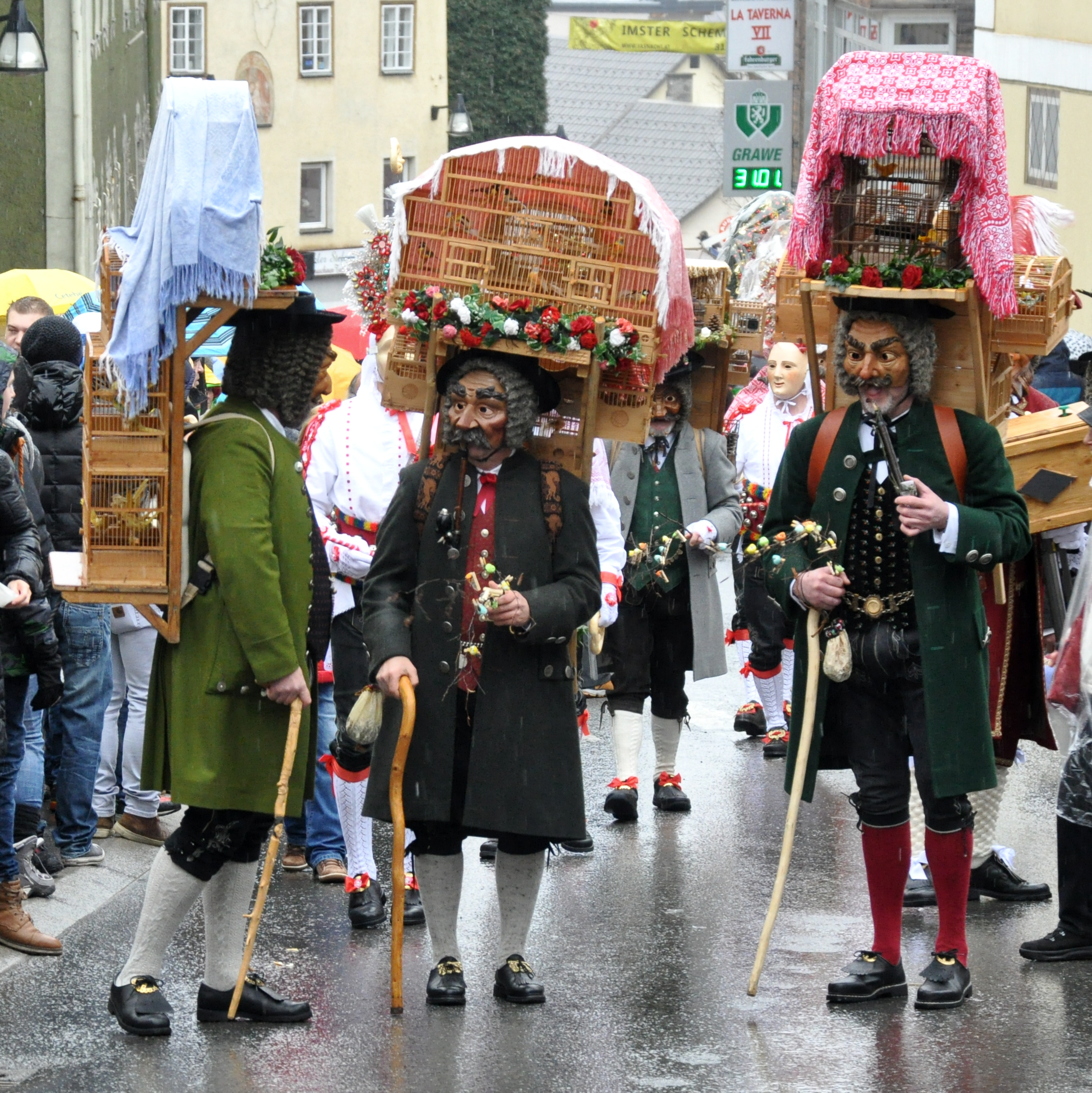
Vogelhändler
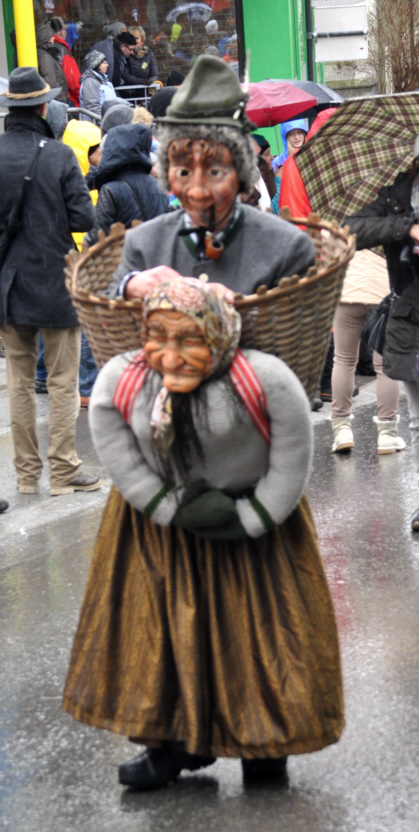
Korbweible

## Fasnachtswagen

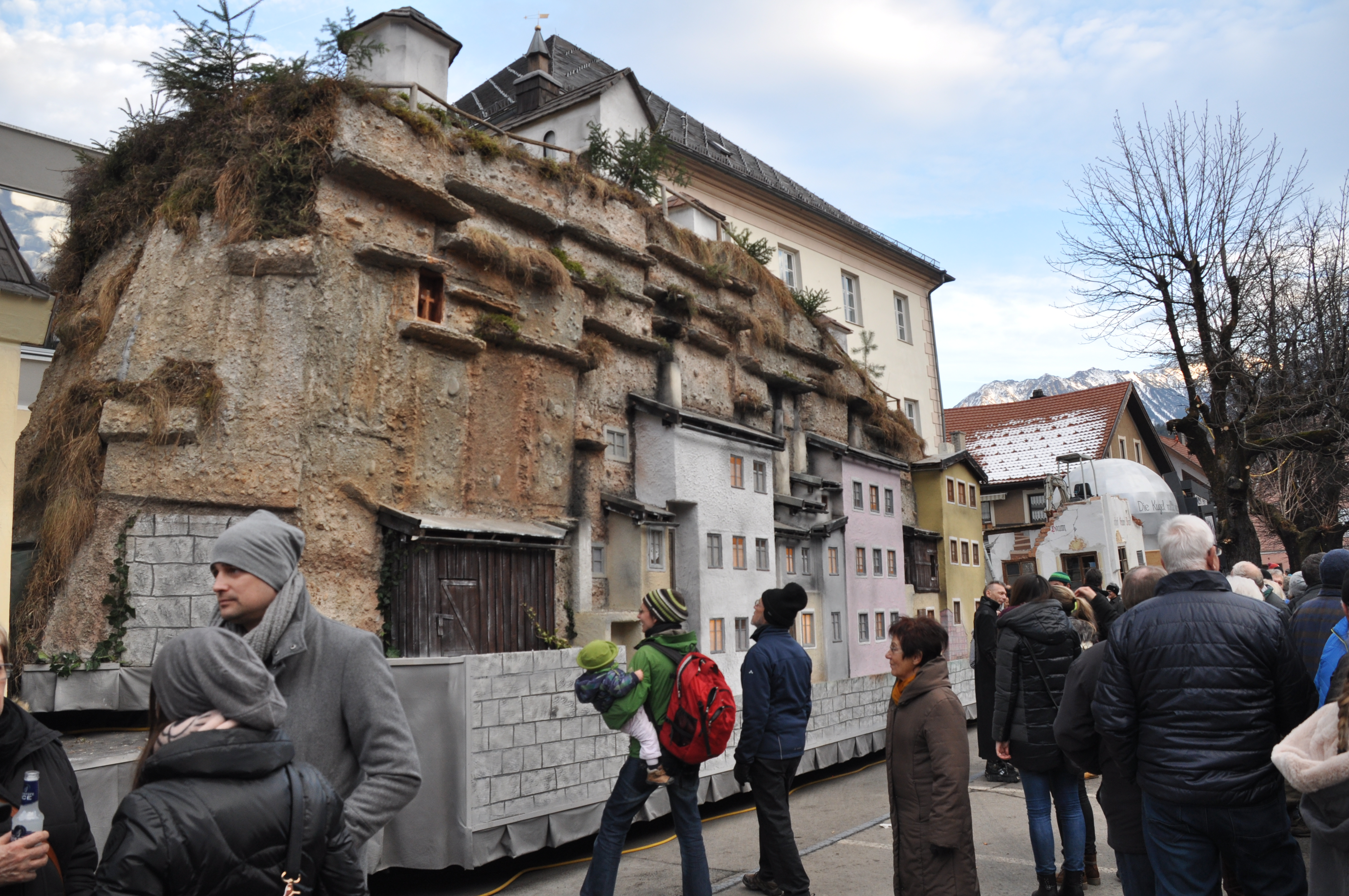
Ein Fasnachtswagen von 2016

Im Anschluss an den Umzug der Maskierten folgen reich dekorierte Fasnachtswagen. Sie wurden einst von einem Ochsengespann, später von Traktoren gezogen, und heute werden sie teilweise schon auf Sattelschleppern aufgebaut. Die Wagen werden in unzähligen Arbeitsstunden errichtet und zeigen durchwegs Themen mit Bezug zum Ort und seiner Vergangenheit. So werden Altimster Bauerntum, Handwerk und Gewerbe, Zunft- und Bergbauwesen, aber auch Motive aus der Sagenwelt dargestellt. Eine Wiederholung von Themen vergangener Fasnachten wird vermieden.
Eine kritische Jury bewertet die einzelnen Wagen. Die Wagen sind nicht nur zum Anschauen da, auch die Zuseher werden auf den Wagen mit in das Fastnachtstreiben eingebunden. Streiche, die ihnen dabei gespielt werden, werden durch eine anschließende Bewirtung im Wageninnern mit einem Stamperl Schnaps und dergleichen aufgewogen. Hierfür erhält die Wagenbesatzung dann einen kleinen Geldbetrag. Neben den zwei Traditionswägen Bären und Hexen gibt es fünf weitere Wagenbaugruppierungen, den Lugsteiner Wagen, die Wagenbaugruppe Silo-Melmer, den Pfeifferwagen, den Poschaukowagen und die Gungelgrüner.Beleg fehlt

## Stadtmusik
Die Stadtmusik bildet den Auftakt des eigentlichen Umzuges. Bei jedem Schemenlaufen wartet die Stadtmusik mit einer neuen Kostümierung auf. Sie spielt den vom ehemaligen Kapellmeister Franz Treffner komponierten Imster Fasnachtsmarsch und weitere Stücke. Neben der oft klirrenden Kälte leidet die Stadtmusik auch unter einer doppelten Dezimierung: Zum einen fallen jene Mitglieder aus, die selbst als Maskierte am Schemenlaufen teilnehmen, zum anderen muss man auch auf die weiblichen Musikanten verzichten, denn der Vorschrift, dass am Schemenlaufen nur Männer teilnehmen sollen, hat sich auch die Stadtmusik zu fügen.

## Sammlungen
- 2001 wurde in Imst ein Fasnachtsmuseum eröffnet.
- United Festivals Weltarchiv, Wien

## Immaterielles Kulturerbe
Im März 2010 wurde das Imster Schemenlaufen in das Nationale Verzeichnis des immateriellen Kulturerbes in Österreich aufgenommen. Im Dezember 2012 erfolgte die Aufnahme in die weltweite Repräsentative Liste des immateriellen Kulturerbes der Menschheit.